# Рат у Ираку
Рат у Ираку (или Трећи заливски рат) почео је 20. марта 2003. и трајао до 15. децембра 2011. године. Дели се на две фазе:
- Инвазија на Ирак, која је трајала од 20. марта до 1. маја 2003. То је био сукоб између англоамеричке инвазионе војске и војске режима Садама Хусеина.
- Окупација Ирака, односно раздобље тзв. ирачке инсурекције (након завршетка инвазије), у ком се боре америчке и окупационе снаге других земаља, заједно са новом ирачком војском, против разних фракција ирачких побуњеника и страних терориста, чланова Ал Каиде.

Амерички кодни назив за напад на Ирак и окупацију која је уследила је операција Ирачка слобода (енгл. Operation Iraqi Freedom), за британску војску операција Телик (енгл. Operation Telic) и за аустралијску операција Фалконер (енгл. Operation Falconer).

## Жртве
У војном ангажману након проглашења краја већих борбених операција (до марта 2008) погинуло је 16.623 ирачких војника, 4.794 коалиционих војника од тога 4.476 америчких и 179 британских).